# Haut Conseil des musées de France
Le Haut Conseil des musées de France  est une instance consultative créée par la loi de  2002 relative aux musées de France. Il formule des recommandations sur toute question relative aux musées de France et donne son avis sur l'attribution de l'appellation "musée de France". 

## Historique
Une ordonnance du 13 juillet 1945 accorde un statut juridique aux seuls musées des Beaux-Arts.  Les limites de ce texte ont conduit à une nouvelle loi la "loi musée", promulguée le 4 janvier 2002,, désormais codifiée dans le code du patrimoine 
La loi unifie, sous un label unique "musée de France"  les différents musées en sauvegardant leur spécificité et elle  consolide le régime de protection des collections. Elle prévoit une nouvelle institution, consultative,  auprès du ministre de la Culture, appelé à se prononcer sur toutes questions relatives aux musées et aux œuvres enfermées en leur sein. Le conseil est installé par Jean-Jacques Aillagon, ministre de la culture et de la communication le 27 mai 2003.

## Composition et organisation
La composition du Haut Conseil des musées de France est fixée par un décret en Conseil d'État du 25 avril 2002. Il est composé d’un président (le ministre de la Culture et de la Communication) ainsi que de 22 membres : un député et un sénateur, cinq représentants de l'État, cinq représentants des collectivités territoriales, cinq représentants des professionnels des musées et cinq personnalités qualifiées.   

## Missions
Le Haut Conseil  intervient, en donnant son avis,  dans la procédure de délivrance et de retrait de l’ appellation "musée de France".
Le Haut Conseil est compétent pour se prononcer sur le transfert de propriété des œuvres déposées dans des musées territoriaux avant 1910, lorsque ces biens sont conservés dans un musée ne relevant pas de la collectivité initialement désignée par l'État.
Lorsque la conservation ou la sécurité d'une œuvre est mise à mal par l'inaction ou l'incapacité à agir du propriétaire, l'État peut mettre ce dernier en demeure d'agir ou ordonner des mesures conservatoires sur avis du Haut Conseil; ainsi, même locaux les musées n'échappent pas à la tutelle de l'État. 